# Instituto Alberto Luiz Coimbra de Pós-Graduação e Pesquisa em Engenharia
O Instituto Alberto Luiz Coimbra de Pós-Graduação e Pesquisa de Engenharia (COPPE) é a unidade da Universidade Federal do Rio de Janeiro (UFRJ) que coordena os programas de pós-graduação em engenharia desta universidade. O instituto é o maior centro de ensino e pesquisa em engenharia da América Latina, estando sua sede localizada no Centro de Tecnologia 2 (CT2), na Cidade Universitária, Rio de Janeiro.
A Coppe foi fundada em 1963 pelo engenheiro Alberto Luiz Galvão Coimbra. A instituição possuía a missão de contribuir para o desenvolvimento do ensino e da pesquisa nas engenharias no país, e acabou por ajudar a criar a pós-graduação no Brasil.
É a instituição brasileira de engenharia com o maior número de notas máximas concedidas pela Capes a cursos com desempenho equivalente aos dos mais importantes centros de ensino e pesquisa do mundo. Metade de seus 12 cursos de pós-graduação incluídos na última avaliação da Capes conquistou o conceito 7 e quatro receberam conceito 6, os mais altos do sistema. Forma anualmente mais de 500 mestres e doutores.

## Visão geral
A instituição, que possui 13 programas de pós-graduação stricto sensu (mestrado e doutorado), já formou cerca de 13 mil mestres e doutores e conta hoje com 348 professores doutores em regime de dedicação exclusiva, 2 800 alunos e 350 funcionários, entre pesquisadores e pessoal técnico e administrativo. Para atender às demandas de sua crescente produção científica e o desenvolvimento de projetos de pesquisa contratados, conta com 123 modernos laboratórios, que formam o maior complexo laboratorial do país na área de engenharia.
Apoiada nos três pilares que a norteiam – a excelência acadêmica, a dedicação exclusiva de professores e alunos, e a aproximação com a sociedade –, a Coppe destaca-se como centro irradiador de conhecimento, de profissionais qualificados e de métodos de ensino, servindo de modelo para universidades e institutos de pesquisa em todo o país. 

## Pesquisas

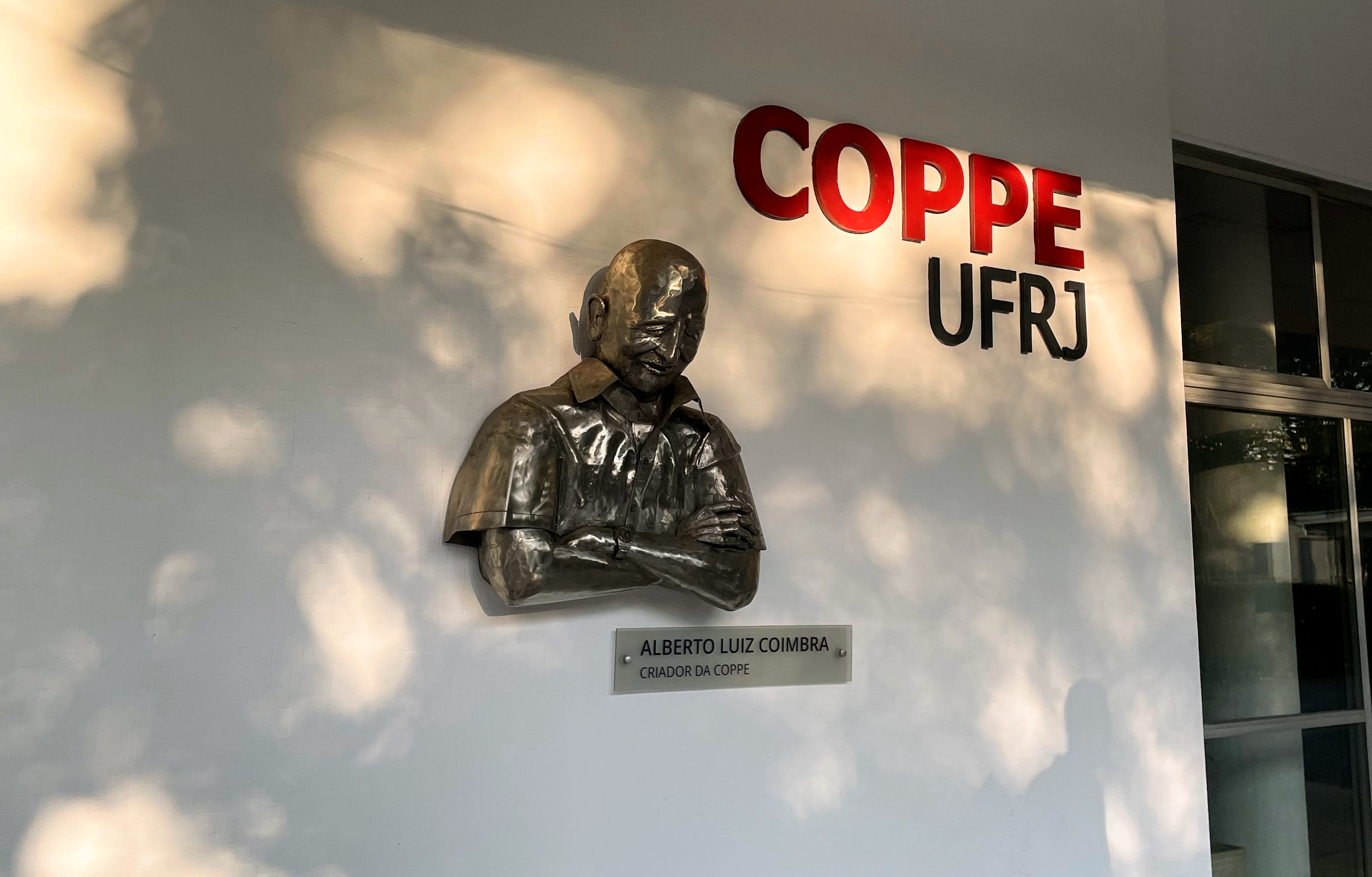
Busto localizado no bloco G do Centro de Tecnologia, em homenagem ao professor Alberto Luiz Galvão Coimbra, destacando sua contribuição notável à instituição..

O Instituto Alberto Luiz Coimbra de Pós-Graduação e Pesquisa em Engenharia (Coppe/UFRJ) tem professores de mestrado e doutorado com dedicação a pesquisas científicas e pesquisas acadêmicas.
Em 29 de junho de 2007 a COPPE/UFRJ e Petrobras inauguram o Centro de Pesquisas e Caracterização de Petróleo e Combustíveis (CoppeComb) que realiza serviços de caracterização de petróleo, combustíveis e biocombustíveis e desenvolve processos para melhorar a qualidade dos produtos derivados do óleo explorado no Brasil, buscando inovar em soluções. O Centro reúne sete laboratórios, que ocupam uma área de 650 metros quadrados, onde trabalham profissionais das áreas de química e engenharia química.
Em dezembro de 2018 pesquisa desenvolvida na Coppe/UFRJ revela novos impactos do desastre ambiental do rompimento de barragem em Mariana (Minas Gerais).
A Coppe/UFRJ tem o Projeto Centro China-Brasil que fazem pesquisas relacionada aos biocombustíveis, a captura e armazenamento de carbono (CCS) e a tecnologias em águas profundas, áreas de interesse estratégico para a China e o Brasil, já que as duas nações precisam manter seu desenvolvimento econômico e social sem acelerar o aquecimento global. Os projetos se beneficiam da competência, internacionalmente reconhecida, conquistada pelas duas instituições. O projeto de tecnologias em águas profundas será desenvolvido em parceria com a China University of Petroleum. Projetos: Biocombustíveis; Tecnologias para produção de petróleo em águas profundas; Águas; Microredes; Energia Solar; Despoluição do Ar e Tecnologia Nuclear.
Em 2020 a Universidade Federal do Rio de Janeiro (UFRJ) está com projetos de pesquisas de diagnóstico ambulatorial do COVID-19 em andamento, e orienta sobre prevenção e riscos.
Em março de 2020 o  Instituto Alberto Luiz Coimbra de Pós-Graduação e Pesquisa em Engenharia (Coppe/UFRJ) desenvolve novo teste com exame mais simples para detectar coronavírus, em conjunto com a Universidade Federal de Minas Gerais (UFMG) sequenciam genoma de coronavírus em pacientes de 5 estados brasileiros e  lideram pesquisas para o combate ao novo vírus e tratamento da Covid-19.

## Programas de Pós-Graduação
A Coppe conta com treze programas de pós-graduação: 
- Programa de Engenharia Biomédica
- Programa de Engenharia Civil
- Programa de Engenharia Elétrica
- Programa de Engenharia Mecânica
- Programa de Engenharia Metalúrgica e de Materiais
- Programa de Engenharia Nuclear
- Programa de Engenharia Oceânica
- Programa de Engenharia Planejamento Energética
- Programa de Engenharia Produção
- Programa de Engenharia Química
- Programa de Engenharia de Sistemas e Computação
- Programa de Engenharia de Transportes
- Programa de Engenharia de Nanotecnologia
- Programa de Engenharia em Petróleo e Gás